# (34981) 2342 T-3
2342 T-3 (asteroide 34981) é um asteroide da cintura principal. Possui uma excentricidade de 0.16827640 e uma inclinação de 3.48860º.
Este asteroide foi descoberto no dia 16 de outubro de 1977 por Cornelis Johannes van Houten e Ingrid van Houten-Groeneveld e Tom Gehrels em Palomar.